# Cantonul Beynat
Cantonul Beynat este un canton din arondismentul Brive-la-Gaillarde, departamentul Corrèze, regiunea Limousin, Franța.

## Comune
- Albignac
- Aubazine
- Beynat (reședință)
- Lanteuil
- Palazinges
- Le Pescher
- Sérilhac